# Amanda Lindner

Amanda Lindner

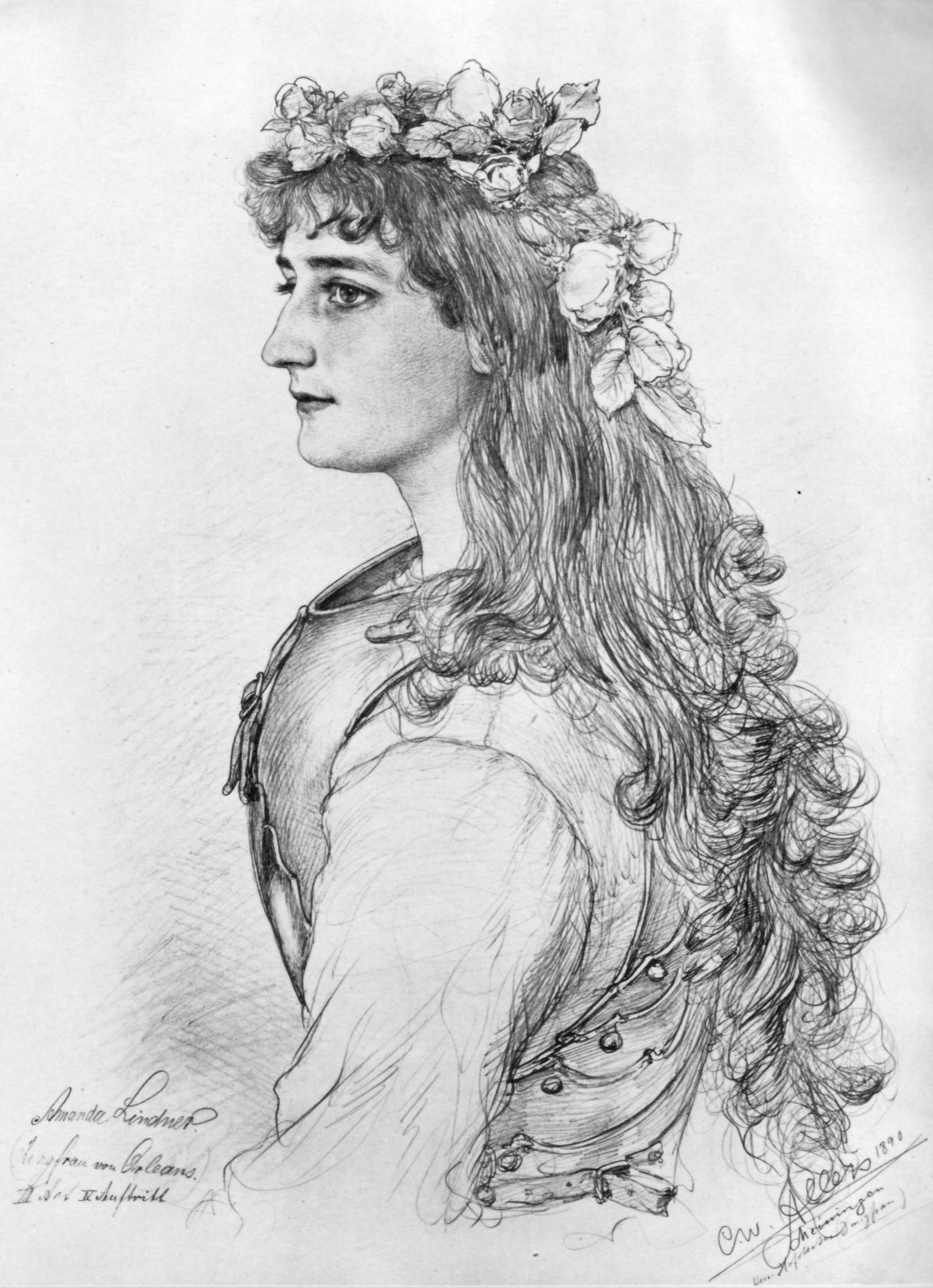
Amanda Lindner, 1890, von C.W. Allers

Amanda Bertha Lindner (* 7. Juli 1868 in Leipzig; † 18. April 1951 in Berlin) war eine deutsche Schauspielerin.

## Leben
Sie gab ihr Debüt am Hoftheater Coburg und gehörte von 1886 bis 1896 zum Ensemble am Hoftheater Meiningen. In Meiningen verkörperte sie in Schillers Schauspiel „Die Jungfrau von Orleans“ in der Hauptrolle die Jeanne d’Arc. Diese Inszenierung und die schauspielerische Leistung von Lindner, die das Jeanne-d’Arc-Bild für lange Zeit prägte, fand europaweit große Beachtung. Das Stück wurde 1887/88 bei den Gastspielreisen der Meininger 194 mal, davon 55 mal in Berlin aufgeführt.
1896 bis 1911 wirkte sie am Königlichen Schauspielhaus Berlin. 1910 wurde ihr für ihre Leistungen vom Ministerium des königlichen Hauses Sachsen die bürgerliche goldene Medaille Bene merentibus verliehen. Später spielte sie unter anderem am Deutschen Theater, wo sie 1925 unter der Regie von Eugen Klöpfer die Gräfin Helena in Kleists Das Käthchen von Heilbronn darstellte. Sie machte sich auch einen Namen als Schauspiellehrerin.
Zu ihrer ersten größeren Aufgabe als Filmschauspielerin kam Amanda Lindner erst im Alter von 64 Jahren. In der Filmkomödie Ich bei Tag und Du bei Nacht (1932) mimte sie die geschäftstüchtige ehemalige Hofschauspielerin Cornelia Seidelbast, die ein und dasselbe Zimmer gleich zweimal vermietet. Danach wurden ihre Rollen immer kleiner. Ihren letzten Filmauftritt hatte Amanda Lindner ungenannt 1940 in der Operettenadaption Rosen in Tirol. Lindner stand 1944 in der Gottbegnadeten-Liste des Reichsministeriums für Volksaufklärung und Propaganda.

## Filmografie
- 1919: Eine unbedeutende Frau
- 1932: Ich bei Tag und Du bei Nacht
- 1932: Der Rebell
- 1933: Welle 4711
- 1933: Das Lied vom Glück / Es gibt nur eine Melodie
- 1934: Fürst Woronzeff
- 1936: Familienparade
- 1940: Bal paré / Münchner G’schichten
- 1940: Rosen in Tirol / Der Vogelhändler